# Mnemosyne (planetka)
(57) Mnemosyne je planetka nacházející se v hlavním pásu asteroidů. Její průměr činí asi 113 km. Byla objevena 22. září 1859 německým astronomem R. Lutherem.